# José Carlos Gil Solano
José Carlos Gil Solano (Zaragoza, Aragón, España, 25 de abril de 1985) es un futbolista español. Se desempeñaba como defensa central y su actualmente juega en el Club de Fútbol Épila de la Tercera División de España.

## Trayectroria
Jugó de defensa central aunque también desempeñó el papel de lateral derecho. Comenzó su carrera deportiva en las categorías inferiores del Real Zaragoza. Se dio la circunstancia de que debutó con el Real Zaragoza "B" de lateral izquierdo en la primera eliminatoria de ascenso a Segunda División contra el Real Madrid Castilla en el La Romareda el 5 de junio de 2005. Permaneció en el filial maño durante cuatro campañas, haciendo la pretemporada e incluso yendo convocado con el primer equipo en la 2007-2008. En agosto de 2009 ficha por el filial del Levante U. D.. En el segundo equipo granota permaneció una temporada y en julio de 2010 ficha por el Benidorm CF. Tras la desaparición del club blanquiazul en julio de 2011, regresa a su Aragón natal para fichar por el Andorra CF. En julio de 2012, ficha por la Unión Deportiva Logroñés en la demarcación de central.